# Jaroslav Plachý
Jaroslav Plachý (* 4. března 1952) je český politik, v letech 1996 až 2013 poslanec Parlamentu ČR za Zlínský kraj za ODS.

## Biografie

### Vzdělání, profese a rodina
Po maturitě na SPŠ jaderné techniky vystudoval Fakultu elektrotechnickou ČVUT v Praze. Poté pracoval jako programátor v několika společnostech.

### Politická kariéra
V letech 1990–1993 byl členem KDS. V roce 1994 vstoupil do ODS. Dlouhodobě od roku 1990 zasedal v zastupitelstvu města Uherské Hradiště., kde do roku 1996 vykonával funkci radního. Do tamního zastupitelstva byl zvolen v komunálních volbách roku 1994, komunálních volbách roku 1998, komunálních volbách roku 2002, komunálních volbách roku 2006 a komunálních volbách roku 2010.
Ve volbách v roce 1996 byl zvolen do poslanecké sněmovny za ODS (volební obvod Jihomoravský kraj). Mandát obhájil ve volbách v roce 1998, volbách v roce 2002, volbách v roce 2006 a volbách v roce 2010. Od roku 1996 trvale zasedal ve sněmovním hospodářském výboru (v letech 2009–2010 jako jeho místopředseda). V letech 2006–2010 byl také členem petičního výboru. V letech 2010–2011 předsedal podvýboru pro podnikatelské prostředí.
Byl předsedou regionálního sdružení ODS Ve Zlínském kraji.

## Postoje a názory
Jaroslav Plachý je sympatizant hnutí pro-life. V roce 2012 doporučil pražskému primátorovi Bohuslavu Svobodovi vystoupení z ODS pro jeho podporu Prague Pride.
Dále v roce 2013 vyslovil podporu pražskému Pochodu pro život.
 V Poslanecké sněmovně předložil pozměňující návrh zákona o umělém oplodnění.